# Telkes Mária
Telkes Mária (Budapest, 1900. december 12. – Budapest, 1995. december 2.) magyar származású amerikai tudós, feltaláló, a napenergia kutatásának egyik úttörője. Unokahúga Telkes Margit gyermekorvos, író.

## Családja
Apja Telkes Aladár (1875–1943) a Fővárosi Takarékpénztár aligazgatója volt, anyja Lábán Mária (1879–1963). A nyolc gyerek közül ő volt a legidősebb. Nagyapja Telkes (Rubin) Simon (1845–1932) miniszteri főszámtanácsos, a Központi Névmagyarosító Társaság elnöke volt.

## Tudományos pályája
1920-ban a Budapesti Tudományegyetemen diplomázott fizika szakon, majd Rybár István tanszékén lett asszisztens. 1924-ben szerezte meg a fizikai kémia területén a doktori fokozatot. Nagybátyja, Ludvig Ernő segítségével, aki a clevelandi magyar konzul volt, 1924-ben az USA-ba költözött, és elhelyezkedett a clevelandi klinika biofizikai laboratóriumában, ahol George W. Crile mellett dolgozott. Másfél év múlva már az intézet biofizikai osztályának vezetője lett.
Itt folytatott kutatásai közben alkotta meg az agyvelő infravörös sugárzásának mérése kapcsán az elektromos fényképezőgépet. „Crile professzor vezetésével mutatták be a clevelandi klinika laboratóriumaiban az országos tudományos akadémia tagjainak azt a kísérletsorozatukat, mely Crile ama tételének bizonyítására hivatott, hogy az állati sejtek protoplazmája kisugározza magából a Nap fényét. E kisugárzás megfigyelésére és mérésére szerkesztett Telkes Mária egy rendkívül érzékeny fényelektromos műszert, amellyel a látható és infravörös láthatatlan hősugarakat lehet mérni.” „Rowland és Crile, valamint Telkes Mária kimutatták, hogy a sejt élete bizonyos potenciálminimumhoz van kötve s a potenciálnak e minimum alá süllyedése, illetve teljes kiegyenlítődése a sejt halálát vonja maga után.”

## Amerika 11 legsikeresebb asszonyának egyike
1934-ben a New York Times, a Cleveland Press s a Detroit Press összeállította Amerika legsikeresebb és legérdekesebb asszonyainak tizenegy nevet tartalmazó listáját, amelyen ott szerepelt Telkes Mária is, sportolók, filmcsillagok és közéleti szereplők sorában, egyetlen tudósként.
1937-ben az Az Est című napilap szerint „Dr. Telkes Mária Nap-gép találmánya olyan forradalmi jelentőségű a technikában, mint annak idején az autó feltalálása volt.”

## Találmányai, szabadalmai
1939-ben Bostonba költözött, ahol a Massachusetts Institute of Technology (MIT) tanáraként a napenergia hasznosításának lehetőségeivel foglalkozott. Szabadalmai közé tartozik egy mobil, napenergiával működő tengervíz-sótalanító berendezés, amelyet először az amerikai katonaság használt a második világháborúban. Az amerikai légierő megbízásából tervezett eszköz a háború utolsó éveiben az amerikai katonák alapfelszerelésévé vált. A műanyag labdára emlékeztető hordozható lepárlót két, egymástól vastag fekete textillel elválasztott rekesz alkotta. A felső rekeszből elpárolgó tengervíz sótartalma a textilen maradt, miközben a labda belső falán lecsapódó, a labda alsó rekeszébe csordogáló lecsapódó vízgőz ihatóvá vált.
Már egyetemista korában is volt egy elektromos biztosíték és egy elektromos úton való dohány nemesítési találmánya. Húsz szabadalmát tartják nyilván, amelyek többsége a napenergia hasznosításához kapcsolódik, de az ő tudományos felfedezése, amelyre a szabadalmi kérelmet 90 éves korában nyújtotta be, a hideg tárolása is, amely új fejezetet nyitott az épületek klimatizálásában és a légkondicionáló-iparban. 1946-ban nyújtotta be a sugárzó energia hőátadó készülékre, 1951-ben a hőtároló egységre, és 1952-ben a hő tárolására és felszabadítására szolgáló berendezésre vonatkozó szabadalmát. 1954-ben alkotta meg az első fotovillamos (FV) eszközt, nátrium-szulfát oldatot használva.

## A „Napkirálynő”
Nevéhez fűződik egy 1948-ban Boston közelében, Doverben épült, kizárólag napenergiával fűtött ház, amellyel korának nagy problémáját, a hőtárolás kérdését segített megoldani Glauber-só felhasználásával. A napenergiával működő, hordozható sütőlap alternatív elnevezése Amerikában ma is az, hogy „Telkes-sütő”, és a passzív házakat is szokás „Telkes-házként” emlegetni.
Az 1950-es évektől a New York Egyetem, élete alkonyán – a vállalati szférába tett 1960-as évekbeli kitérője után – az 1970-es évektől a Delaware-i Egyetem kutatója lett. 1977-ben innen vonult nyugalomba, de még halála előtt három évig szakértőként vették igénybe tudását.

## Díjai, elismerései
1952-ben elsőként kapta meg az amerikai női mérnökök társaságának életműdíját, 1977-ben az Amerikai Tudományos Akadémia kitüntetését és az Amerikai Napenergia Társaság Charles Greeley Abbot-díját kapta meg. 2012-ben örök helyet biztosítottak neki a legnevesebb mérnököknek és feltalálóknak emléket állító Amerikai Feltalálók Dicsőségtermében (National Inventors Hall of Fame).
Nevét őrzi a 390743 Telkesmária kisbolygó.

## Halála
Élete utolsó éveiben a floridai Miamiben élt. 1995-ben, 70 év után először és utoljára tért vissza Magyarországra, ahol nem sokkal 95. születésnapja előtt elhunyt. Élete során nem ment férjhez, és gyereke sem született.